# ハリエット (小惑星)
ハリエット（1744 Harriet）は、小惑星帯にある小惑星。軌道はフローラ族の範囲内にあるが、フローラ族に含まれるかどうかは研究者によって意見が分かれている。
1960年にパロマー天文台のトム・ゲーレルスとライデン天文台のファン・ハウテン夫妻によって発見された。アメリカ人の天文学者ポール・ハーゲットの妻に因んで命名された。